# Johannes (Weihbischof)
Johannes (* um 1400; † 1457) war Weihbischof in Münster sowie Titularbischof in Athyra.

## Leben
Die genealogische Abstammung des Johannes ist nicht überliefert. Möglicherweise stammte er aus Kampen. In der Literatur wird er vielfach mit dem Paderborner Weihbischof Johannes Fabri (1437–1458) oder mit dem gleichnamigen münsterischen Weihbischof Johannes Fabri († um 1450) verwechselt oder vermischt.
Johannes gehörte zum Minoritenorden und erhielt am 30. Oktober 1430 von Papst Martin V. die Ernennung zum Titularbischof von Athyra und Weihbischof von Münster. Bischof Walram von Moers enthob ihn im März 1451 seines Amtes als Weihbischof, da er in der Münsterischen Stiftsfehde zusammen mit Münsters Bürgerschaft auf der Seite des Gegenkandidaten Erich von Hoya gestanden hatte.
Johannes war Mitglied des Großen Kalands und der Liebfrauenbruderschaft Münster.

## Weihehandlungen
- 8. August 1443 Niedere Weihen für Bernhard Morrien
- 4. Juni 1432 Kapelle des Fraterhauses zum Springborn
- 6. Juli 1445 Kirche in Frenswegen
- 7. Juni 1450 Hochaltar der Pfarrkirche in Rheine